# Karl Alfred von Zittel
Karl Alfred Ritter von Zittel (Bahlingen, 25 settembre 1839 – Monaco di Baviera, 5 gennaio 1904) è stato un geologo e paleontologo tedesco.

## Biografia
Si è formato tra Heidelberg, Parigi e Vienna, dove ha svolto attività di ricerca presso il Naturhistorisches Museum.
Ha insegnato paleontologia prima a Leopoli, poi al politecnico di Karlsruhe (1863) e infine, nel 1866, all'ateneo di Monaco. In questo periodo si è interessato, tra l'altro, dei bivalvi cretacichi di Gosau. Dal 1869 ha diretto il periodico «Palaeontographica» e dal 1880 è stato direttore del museo di storia naturale di Monaco. Tra il 1873 e il 1874 ha fatto parte della spedizione di Gerhard Rohlfs nel deserto libico.
Von Zittel è stato autore di numerose pubblicazioni di geologia, zoologia e - soprattutto - paleontologia. In tal senso, il suo principale lavoro, il Manuale di Paleontologia (in tedesco Handbuch der Palaeontologie, uscito in 5 volumi tra il 1876 e il 1893, resta ancora insuperato. Nel 1899 ha pubblicato un'importante storia dei progressi della geologia e della paleontologia durante il XIX secolo (sotto il titolo di Geschichte der Geologie und Palaeontologie bis Ende des 19. Jahrhunderts).
Presidente della Accademia Reale Bavarese delle Scienze, socio straniero dell'Accademia dei Lincei, nel 1894 è stato fregiato, dalla Geological Society of London, della medaglia Wollaston.
| Zittel è l'abbreviazione standard utilizzata per le specie animali descritte da Karl Alfred von Zittel. Categoria:Taxa classificati da Karl Alfred von Zittel |

## Onorificenze

### Altre onorificenze
In suo onore sono state denominate le Zittel Cliffs (falesie di Zittel), un gruppo di falesie rocciose che si innalzano fino a circa 1.400 m nei Monti Read, che fanno parte della Catena di Shackleton, nella Terra di Coats in Antartide.